# Класифікація секретної інформації у Франції
У Франції секретної є інформація оборонного значення, яка за ступенем секретності підрозділяється на 3 рівні (в міру зростання):
- Confidentiel Défense («Конфіденційна оборонна»): інформація, розголошення якої вважається потенційно небезпечним для національної оборони, або може призвести до розкриття інформації, віднесеної до вищого рівня безпеки.
- Secret Défense («Секретна оборонна»): інформація, розголошення якої може завдати істотної шкоди для національної оборони. Така інформація не може поширюватися без дозволу відповідних властей, крім виняткових ситуацій.
- Très Secret Défense («Надзвичайно секретна оборонна»): інформація, розголошення якої вважається вкрай небезпечним для національної оборони. Ніяка організація не має права здійснювати зберігання, передачу, відображення або знищення інформації цього рівня секретності без дозволу прем'єр-міністра Франції або секретаря національної оборони. Часткове або вибіркове відтворення цієї інформації також суворо заборонено.

Менш чутлива з точки зору оборони інформація у Франції визначається як «захищена» та підрозділяється на такі рівні в міру зростання: 
- Non Protégé (незахищена)
- Diffusion restreinte administrateur («поширення обмежене адміністрацією»)
- Diffusion restreinte («поширення обмежене»)
- Confidentiel personnels Sous-Officiers («Конфіденційно, для молодших службовців»)
- Confidentiel personnels Officiers («конфіденційно, для службовців»).

Існує також інформація з позначкою «spécial France» («тільки для громадян Франції»), яка не є рівнем секретності.
Розсекречення документів у Франції здійснюється незалежним органом  — Консультативною комісією із захисту таємниць національної оборони (фр. Commission consultative du secret de la défense nationale, CCSDN). Передача секретних документів здійснюється в подвійних конвертах, зовнішній з яких зроблений із пластику й пронумерований, а внутрішній виготовлений зі щільного паперу. Процедура прийому секретних документів включає в себе вивчення фізичної цілісності контейнера та реєстрацію документів. Пересилання секретних документів у Францію з-за кордону здійснюється спеціальною військовою або дипломатичною поштою. Таке поштове відправлення повинно мати печатку з відміткою «PAR VALISE ACCOMPAGNEE-SACOCHE».
У міру закінчення терміну секретності секретні документи передаються до архіву, де вони або зберігаються, або знищуються (шляхом спалювання, дроблення або впливу електричним розрядом).
Розголошення секретної інформації у Франції є злочином, передбаченим статтею 413-9 Кримінального кодексу. 
У разі несанкціонованого витоку секретної інформації проводиться розслідування компетентними органами, до яких належать Міністерство внутрішніх справ Франції, спеціальний слідчий з оборони та безпеки (фр. Haut fonctionnaire de défense et de sécurité) відповідного міністерства, а також генеральний секретар національної оборони. За розголошення секретної інформації Кримінальний кодекс Франції передбачає покарання до 7 років позбавлення свободи і 100 000 євро штрафу, а якщо злочин скоєно з необережності чи недбалості — до 3 років позбавлення волі і 45 000 євро штрафу.
Крім захисту секретних документів, уряд Франції також веде достатньо жорстку політику щодо розробки та експорту засобів криптографії. Так, імпорт шифрувальних засобів на територію Франції взагалі заборонений, а експорт шифрувального устаткування можливий лише з особистого дозволу прем'єр-міністра країни, яке він приймає після консультацій зі спеціальним комітетом з військового обладнання.